# Vatra Dornei
Vatra Dornei (rumænsk udtale: [ˌvatra ˈdornej]; tysk: Dorna-Watra; ungarsk: Dornavátra) er en by i distriktet Suceava i det nordøstlige Rumænien. Den ligger i den historiske region Bukovina. Vatra Dornei er den femte største bymæssige bebyggelse i distriktet med et indbyggertal på 12.578 (2021).
Den blev erklæret kommune i 2000 og er den nyeste og mindste kommune i amtet. Byen administrerer tre landsbyer: Argestru, Roșu og Todireni. Vatra Dornei er et velkendt kur- og skisportssted i Karpaterne og er også hjemsted for det historiske Vatra Dornei Casino.

## Geografi
Vatra Dornei ligger i det nordøstlige Rumænien, 110 km  fra Suceava, distriktets hovedstad. Byen Câmpulung Moldovenesc ligger 40 km væk, byen Bistrița 85 km  væk, byen Gura Humorului 74 km væk og byen Broşteni 52 km væk.
Vatra Dornei ligger ved sammenløbet af floderne Bistrița og Dorna, i Dorna-sænkningen. På grund af sine omgivelser i bjergene er byen et kur- og skisportssted, et af de ældste kursteder i Rumænien. Vatra Dornei er forbundet med det rumænske nationale jernbanesystem og har to jernbanestationer, Vatra Dornei og Vatra Dornei Băi, begge historiske monumenter.  Europavej E58, der forbinder regionen Moldavien med Transsylvanien, krydser byen.

## Gallery
- Floden Dorna
- Rådhus
- Jernbanestation
- Vatra Dornei Băi Jernbanestation
- Carol Hotel
- Bibliotek
- Retsbygning
- Santinela-kilden
- Vladimir House
- Grundskole nr. 4
- Japansk Pavilion
- Kulturhus
- Unirea-kilden
- Store jødiske tempel
- Luceafărul gaden
- Romersk katolsk kirke
- Mihai Eminescu-gaden i Vatra Dorneis centrum